# Eleição para o Senado federal pela Geórgia em 2002
A eleição para o Senado dos Estados Unidos pelo estado americano da Geórgia em 2006 aconteceu no dia 5 de novembro de 2002. O senador Max Cleland concorreu à reeleição, mas foi derrotado pelo republicano Saxby Chambliss.
A campanha de Saxby Chambliss usou temas como a defesa nacional e segurança, mas atraiu críticas nos anúncios de televisão comparando Max Cleland com Osama bin Laden e Saddam Hussein, e atacou Max Cleland sobre o tema da segurança interna e sobre os veteranos da Guerra do Vietnã. O senador republicano John McCain (R-Arizona), disse de um anúncio: "É pior do que vergonhoso, é condenável;" ("It's worse than disgraceful, it's reprehensible") o também senador Chuck Hagel (R-Nebraska) disse que os anúncios foram "além da ofensiva para mim" ("beyond offensive to me").